# Ploërmel
Ploërmel é uma comuna francesa na região administrativa da Bretanha, no departamento Morbihan. Estende-se por uma área de 50,7 km². Em 2010 a comuna tinha 10 351 habitantes (densidade: 204,2 hab./km²).